# Theo Limperg-prijs
De Theo Limperg-prijs is een prijs voor oorspronkelijkheid in industrieel ontwerpen en vormgeving. De prijs wordt sinds 1988 om de twee jaar toegekend door het Vormgevingsinstituut.
De Theo Limperg-prijs bestaat uit een in boekvorm uitgegeven essay over de betekenis van het werk van de laureaat. De prijs is in 1988 ingesteld door de toenmalige stichting industrieel ontwerpen Nederland (ioN) en wordt nu eens in de twee jaar uitgereikt door het Vormgevingsinstituut. Eerdere prijswinnaars zijn onder andere Frans Haks (Groninger Museum, 1990) en de gemeenteraad Rotterdam, voor de bouw van de Erasmusbrug(1992), Alexander van Slobbe (1994), Nederlandse modeontwerper (geboren 1959 Schiedam, woont en werkt in Amsterdam), De faculteit lucht- en ruimtevaarttechniek van de TU Delft(1997), ir. A. Beukers, industrieel ontwerper Martin Visser en Wim Crouwel.